# Microtus qazvinensis
Microtus qazvinensis — вид гризунів родини Хом'якові (Cricetidae). Вид має той же каріотип що Microtus guentheri, але не схрещувався з цим видом у ході експериментів.

## Поширення
Відомий тільки з його типової місцевості на північному заході Ірану: бу'ін-Захра (49º58'E, 35º39'N), в 65 км на південь від міста Казвін провінції Казвін. Вид імовірно зустрічається більш широко, але межі діапазону в даний час невідомі. Немає прямої інформації про його переваги проживання, хоча вони, ймовірно, будуть схожі на Microtus guentheri і M. irani.

## Загрози та охорона
Хоча його ареал як і раніше не дуже ясний, цей вид, ймовірно, адаптований, і навряд чи можуть бути будь-які серйозні загрози для цього виду.  Не відомо, чи зустрічається цей вид в будь-якій з охоронних територій.